# Ptolemaida Hérmia
Ptolemaida Hérmia, Ptolemaida/Ptolemais da Tebaida ou Ptolemais Hermiou foi uma cidade greco-romana no Egito, estabelecida na margem oeste do Nilo por Ptolomeu I Sóter para ser a capital do Alto Egito. Hoje, a cidade de Al-Manshah na província de Sohag esta localizada onde a antiga cidade costumava ser.